# Joseph Jean Bougie
Pour les articles homonymes, voir Bougie (homonymie).
Joseph Jean Bougie, dit « Tizon », né le 11 janvier 1886 à Salaberry-de-Valleyfield (Québec) et mort à Lachine le 19 octobre 1918 lors de l'épidémie de la grippe espagnole, est un joueur professionnel canadien de hockey sur glace et de baseball.

## Biographie
Il est le fils de Mainville Bougie et de Mary-Jane McGillis. Il épouse Sophonie Lalonde, le 5 octobre 1910, à Salaberry-de-Valleyfield. Il est identifié comme journalier lors de son mariage. L’origine de son surnom est inconnue.
Le 1er février 1910, le Club de Valleyfield prête Joseph Bougie aux Canadiens de Montréal de l' Association nationale de hockey. Il joue son seul match de cette saison avec les Canadiens le 2 février, affrontant les Shamrocks de Montréal à l'Aréna Jubilée. Par la suite il se joint aux Voltigeurs de Montréal dans l'Association de hockey de Montréal pour la saison 1910-1911. En 1911-1912, il joue 2 matchs avec les Voltigeurs. Il joue aussi avec le National de Montréal dans l'AHM. Lors de la saison 1913-1914, il joue 10 matchs avec l'équipe de la compagnie Allis-Chalmers de Montréal dans la Ligue de hockey des manufacturiers de Montréal. Au cours de la saison 1914-1915, Joseph joue 10 matchs avec le club Saint-Zotique de Montréal dans la Ligue de hockey de Montréal avant de prendre sa retraite à titre de joueur professionnel cette même année,.
En 1912, il joue au baseball avec les Voltigeurs de Montréal, dans la Ligue de la ville de Montréal et avec Valleyfield. Joseph Bougie était un voltigeur et un frappeur. À sa mort de la grippe espagnole, le 19 octobre 1918 il est décrit comme l'un des joueurs les plus efficaces et les plus populaires de l'équipe de Lachine de la Ligue Nationale Indépendante de Baseball.